# Molsberg (buurtschap)

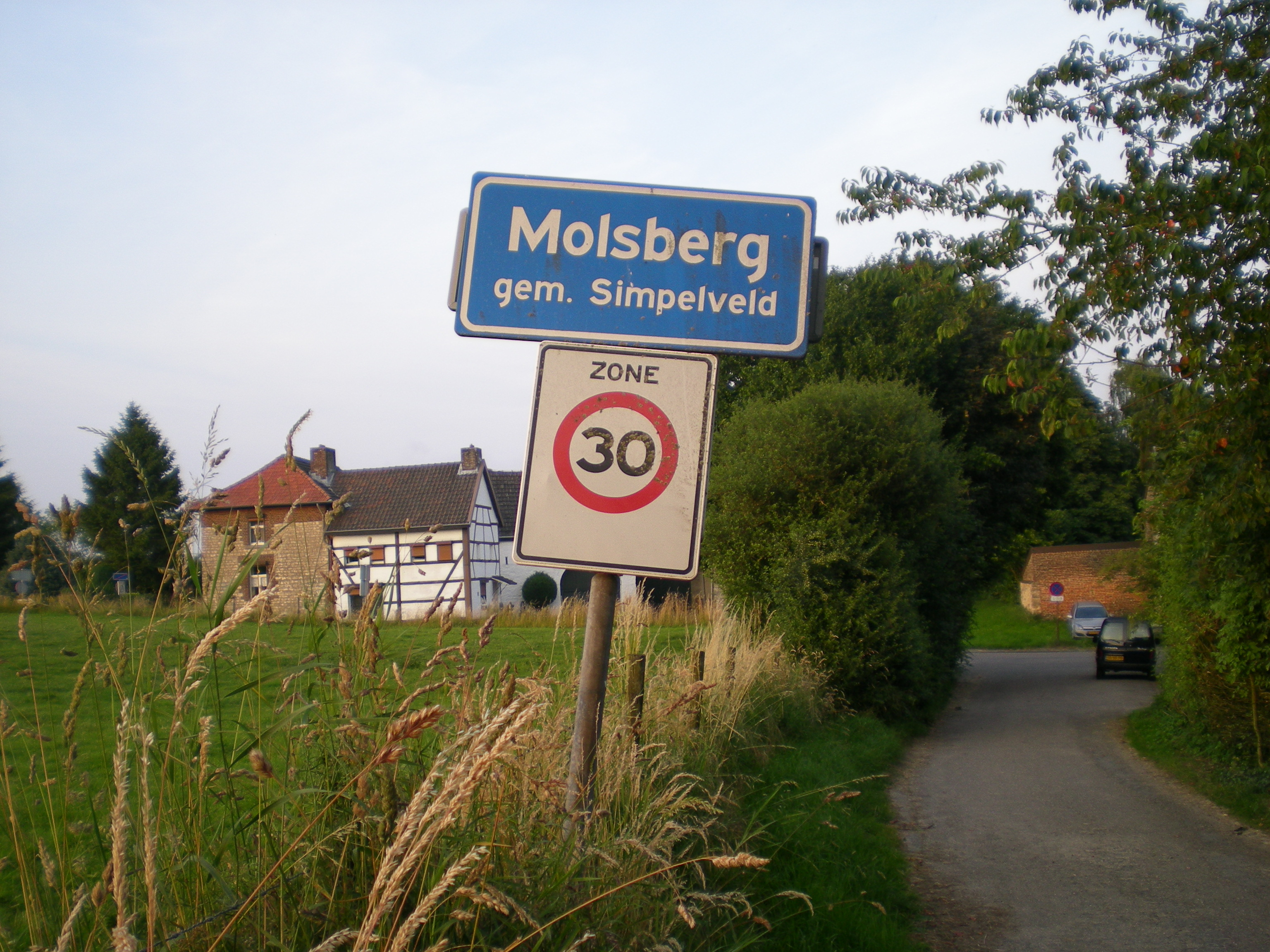
Plaatsnaambord

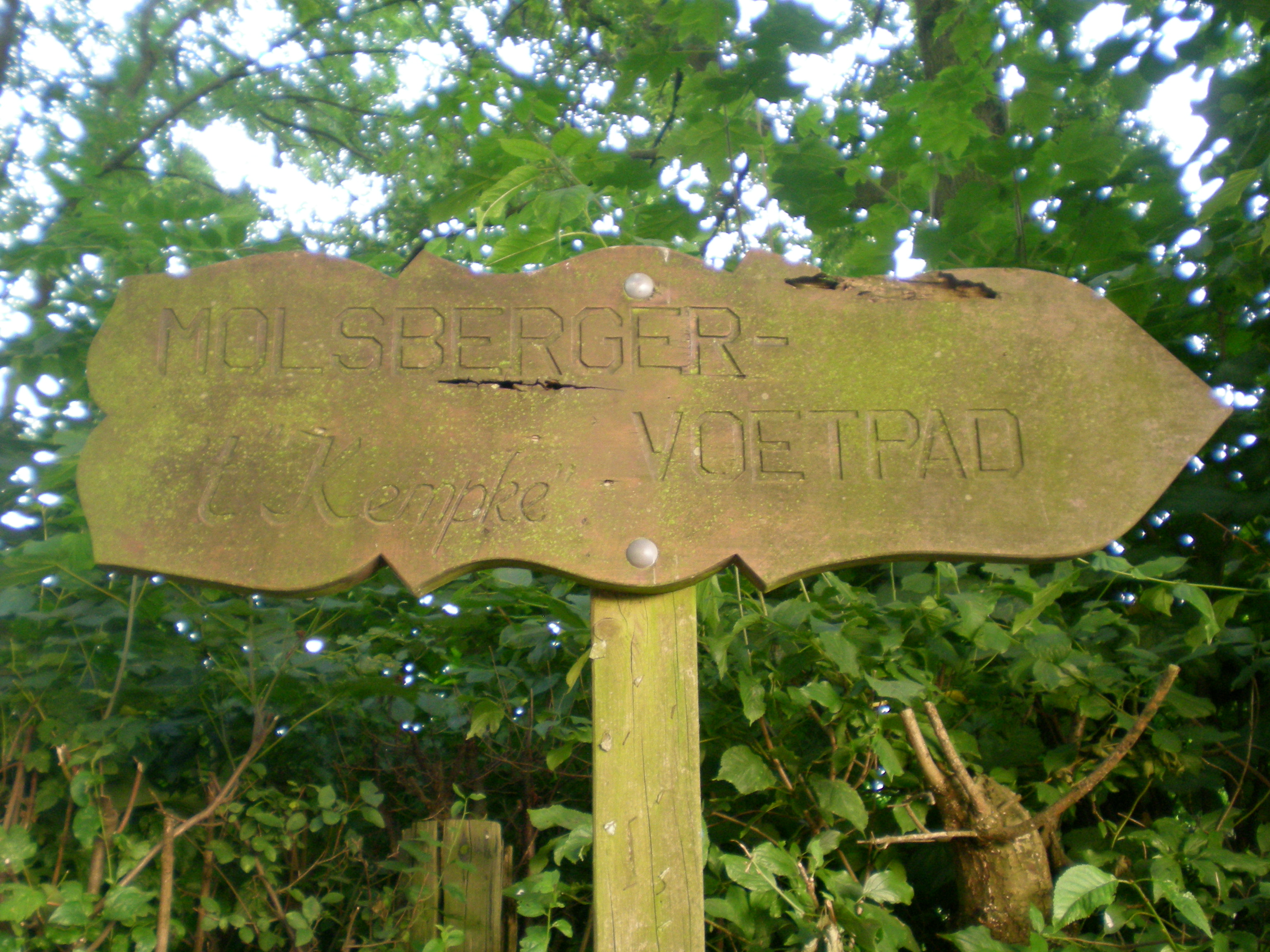
Molsberger voetpad 't Kempke

Molsberg is een buurtschap, die deel uitmaakt van de gemeente Simpelveld in de Nederlandse provincie Limburg.
De naam is afgeleid van de familienaam Mols. Molsberg is gelegen in het noordoosten van Simpelveld, ten noorden van de Rolduckerweg. De buurtschap is grotendeels gelegen op een helling, de Molsberghelling, die de overgang vormt tussen het Eyserbeekdal en het Plateau van Ubachsberg. Er wonen ongeveer 300 mensen. Op het voormalig sportcomplex "Oude Molsberg" werd 2004 begonnen met nieuwbouw. Er zijn sinds 2004 57 woningen bijgebouwd waardoor het aantal inwoners van de buurtschap is verdubbeld.
Dorpen: Bocholtz · Simpelveld

Gehuchten en buurtschappen: Baaks/Sweijer · Baneheide · Bocholtzerheide · Bosschenhuizen · Broek · Bulkemsbroek · Huls · In de Gaas · Molsberg · Prickart · Rodeput · Vlengendaal · Waalbroek · Zandberg

Limburg: Steden en dorpen      Nederland: Provincies · Gemeenten